# Banc Nacional d'Angola
El Banc Nacional d'Angola (portuguès Banco Nacional de Angola) és el banc central d'Angola. És estatal i el Govern d'Angola és l'únic accionista. El banc es troba a Luanda, va ser creat el 1926, però el seu origen es remunta a 1865. El Banc Nacional d'Angola està actiu en desenvolupar una política d'inclusió financera i és membre de la Aliança per a Inclusió Financera (AFI).

## Història
En 1864 fou establert a Lisboa el Banco Nacional Ultramarino (BNU) com a banc per a tots els territoris portuguesos d'ultramar. L'any següent va obrir sucursals en diversos llocs, inclosa l'Àfrica Occidental Portuguesa, que en aquella època era una colònia de Portugal. El 1926, els portuguesos van establir un banc addicional per a Angola, creant el Banco de Angola. El BNU va transferir la seva branca a Stanleyville a aquest banc, que en 1934 transferí la branca a Boma, abans de tancar-la el 1947.
Quan Angola va obtenir la seva independència el 1975, el govern va nacionalitzar el sector bancari. El Banco de Angola es va convertir en el Banco Nacional de Angola (BNA); Banco Comercial de Angola es va convertir en el Banco Popular de Angola, i ara és el Banco de Poupança e Crédito. El BNA va continuar funcionant com a banc central, banc d'emissió i banc comercial. El govern també el va designar com l'únic titular legal de divises i li va delegar la responsabilitat de totes les transaccions a l'exterior.
El 20 d'abril de 1991, es va aprovar una llei per la qual es restringien els rols del BNA passant a ser únicament un banc central, incloent la responsabilitat exclusiva de la política monetària, l'emissió de moneda i de ser el govern del banc. En 1999, el banc central va començar a implementar reformes per complir amb els estàndards internacionals.

## Governador
El governador actual és Valter Filipe Duarte da Silva. Va ser nomenat al març de 2016, després que José Pedro de Morais junior renunciés després d'un curt període en el càrrec. De Morais ocupava el càrrec des de gener de 2015.
L'organisme té dos sotsgovernadors: Cristina Florência Dias Van-Dunem i Gualberto Lima Campos.

## Frau financer a BNA
En el frau financer més gran d'Angola, el Banc Central d'Angola va ser víctima d'un suposat cas de frau d'uns 160 milions de dòlars que foren transferit a comptes a l'estranger durant 2009. Es va descobrir que des del compte de tresoreria d'Angola en el Banco Espírito Santo a Londres, deixaven diverses transferències de diners als comptes bancaris a l'estranger, controlades pels sospitosos. Quan el compte va arribar als valors mínims del BNA, va ser el mateix BES Londres qui va advertir a les autoritats d'Angola de les sortides successives de diners. El cas del frau va ser revelat pel diari portuguès Diário de Notícias al juny de 2011. Se suposa que hi ha alguns individus implicats, i alguns individus del Ministeri de Finances d'Angola i el BNA de Luanda van ser sentenciats fins a vuit anys de presó el 2011. Encara hi ha investigacions a Portugal i Angola.